# Myxotrichum chartarum
Myxotrichum chartarum är en lavart som beskrevs av Kunze 1823. Myxotrichum chartarum ingår i släktet Myxotrichum och familjen Myxotrichaceae.  Arten är reproducerande i Sverige. Inga underarter finns listade i Catalogue of Life.